# Coupe d'Allemagne de football 1987-1988
Navigation
Édition précédente Édition suivante
La coupe d'Allemagne de football 1987-1988 est la quarante cinquième édition de l'histoire de la compétition. La finale a lieu à l'Olympiastadion de Berlin.
Le Eintracht Francfort remporte le trophée pour la quatrième fois de son histoire. Il bat en finale le Vfl Bochum sur le score de 1 but à 0.

## Premier tour
Les résultats du premier tour 
| Date           | Domicile                  | Extérieur                 | Score         |
| -------------- | ------------------------- | ------------------------- | ------------- |
| 28 - 08 - 1987 | SV Südwest Ludwigshafen   | Fortuna Cologne           | 1 - 6         |
| 28 - 08 - 1987 | FC St. Pauli              | Blau-Weiß 90 Berlin       | 0 - 3 (a. p.) |
| 28 - 08 - 1987 | 1. FC Pforzheim           | 1. FC Saarbrücken         | 3 - 2         |
| 28 - 08 - 1987 | VfB Oldenburg             | VfL Bochum                | 0 - 0 (a. p.) |
| 28 - 08 - 1987 | TSV Verden                | Werder Brême              | 0 - 4         |
| 28 - 08 - 1987 | Eintracht Francfort       | FC Schalke 04             | 3 - 2         |
| 29 - 08 - 1987 | VfL Wolfsbourg            | Hanovre 96                | 3 - 0         |
| 29 - 08 - 1987 | 1. FC Kaiserslautern      | SV Waldhof Mannheim       | 3 - 1 (a. p.) |
| 29 - 08 - 1987 | Hambourg SV               | FC 08 Homburg             | 3 - 0         |
| 29 - 08 - 1987 | Borussia Mönchengladbach  | Bayer Leverkusen          | 2 - 1 (a. p.) |
| 29 - 08 - 1987 | 1. FC Cologne             | VfB Stuttgart             | 3 - 0         |
| 29 - 08 - 1987 | Rot-Weiss Essen           | Bayern Munich             | 1 - 3         |
| 29 - 08 - 1987 | VfR Aachen-Forst          | Karlsruher SC             | 0 - 5         |
| 29 - 08 - 1987 | SV Heidingsfeld           | FC Bayer 05 Uerdingen     | 1 - 2         |
| 29 - 08 - 1987 | Arminia Bielefeld         | SC Fribourg               | 1 - 4 (a. p.) |
| 29 - 08 - 1987 | TuS Paderborn-Neuhaus     | Stuttgarter Kickers       | 0 - 5         |
| 29 - 08 - 1987 | RSV Würges                | Fortuna Düsseldorf        | 0 - 3         |
| 29 - 08 - 1987 | TSV Vestenbergsgreuth     | SV Darmstadt 98           | 0 - 4         |
| 29 - 08 - 1987 | SV St. Ingbert            | Union Solingen            | 0 - 2         |
| 29 - 08 - 1987 | SV Viktoria Aschaffenburg | SG Wattenscheid 09        | 4 - 0         |
| 29 - 08 - 1987 | VfR Aalen                 | Alemannia Aix-la-Chapelle | 1 - 2         |
| 29 - 08 - 1987 | VfL Hamm/Sieg             | Kultur SV Hessen Kassel   | 2 - 7         |
| 29 - 08 - 1987 | VfB Dillingen             | TSG Giengen               | 0 - 1         |
| 29 - 08 - 1987 | KSV Baunatal              | SSV Ulm 1846              | 1 - 1 (a. p.) |
| 29 - 08 - 1987 | Offenburger FV            | Borussia Dortmund         | 3 - 3 (a. p.) |
| 29 - 08 - 1987 | FSV Salmrohr              | VfL Osnabrück             | 2 - 0         |
| 29 - 08 - 1987 | Werder Brême              | MTV Ingolstadt            | 5 - 1         |
| 29 - 08 - 1987 | Eintracht Brunswick       | 1. FC Nuremberg           | 2 - 3         |
| 30 - 08 - 1987 | SC Concordia Hamburg      | SpVgg Erkenschwick        | 3 - 0 (a. p.) |
| 30 - 08 - 1987 | Preußen Münster           | Rot-Weiß Oberhausen       | 1 - 1 (a. p.) |
| 30 - 08 - 1987 | SC Viktoria Köln          | Hertha BSC Berlin         | 1 - 3         |
| 30 - 08 - 1987 | VfB Lübeck                | Schwarz-Weiß Essen        | 1 - 2         |

Matchs rejoués.
| Date           | Domicile            | Extérieur       | Score |
| -------------- | ------------------- | --------------- | ----- |
| 15 - 09 - 1987 | SSV Ulm 1846        | KSV Baunatal    | 2 - 1 |
| 06 - 10 - 1987 | Borussia Dortmund   | Offenburger FV  | 5 - 0 |
| 07 - 10 - 1987 | Rot-Weiß Oberhausen | Preußen Münster | 0 - 2 |
| 13 - 10 - 1987 | VfL Bochum          | VfB Oldenburg   | 4 - 1 |

## Deuxième tour
Les résultats du deuxième tour.   
| Date           | Domicile                  | Extérieur                 | score         |
| -------------- | ------------------------- | ------------------------- | ------------- |
| 23 - 10 - 1987 | 1. FC Kaiserslautern      | Blau-Weiß 90 Berlin       | 4 - 3         |
| 23 - 10 - 1987 | Werder Brême              | Hambourg SV               | 1 - 3         |
| 23 - 10 - 1987 | Preußen Münster           | Alemannia Aix-la-Chapelle | 2 - 2 (a. p.) |
| 24 - 10 - 1987 | TSG Giengen               | VfL Bochum                | 1 - 2 (a. p.) |
| 24 - 10 - 1987 | Hertha BSC Berlin         | FC Bayer 05 Uerdingen     | 1 - 2         |
| 24 - 10 - 1987 | 1. FC Pforzheim           | SC Concordia Hamburg      | 2 - 0         |
| 24 - 10 - 1987 | SV Viktoria Aschaffenburg | 1. FC Cologne             | 1 - 0         |
| 24 - 10 - 1987 | Kultur SV Hessen Kassel   | Stuttgarter Kickers       | 3 - 1         |
| 24 - 10 - 1987 | Eintracht Francfort       | SSV Ulm 1846              | 3 - 0         |
| 24 - 10 - 1987 | Karlsruher SC             | 1. FC Nuremberg           | 1 - 1 (a. p.) |
| 24 - 10 - 1987 | Fortuna Cologne           | SC Fribourg               | 1 - 0         |
| 24 - 10 - 1987 | Union Solingen            | Fortuna Düsseldorf        | 1 - 2         |
| 24 - 10 - 1987 | Schwarz-Weiß Essen        | SV Darmstadt 98           | 1 - 0         |
| 25 - 10 - 1987 | FSV Salmrohr              | Borussia Dortmund         | 0 - 1         |
| 25 - 10 - 1987 | Borussia Mönchengladbach  | Bayern Munich             | 2 - 2 (a. p.) |
| 21 - 11 - 1987 | VfL Wolfsbourg            | Werder Brême              | 4 - 5 (a. p.) |

Matchs rejoués
| Date           | Domicile                  | Extérieur                | Score         |
| -------------- | ------------------------- | ------------------------ | ------------- |
| 10 - 11 - 1987 | 1. FC Nuremberg           | Karlsruher SC            | 2 - 1         |
| 11 - 11 - 1987 | Alemannia Aix-la-Chapelle | Preußen Münster          | 0 - 1         |
| 11 - 11 - 1987 | Bayern Munich             | Borussia Mönchengladbach | 3 - 2 (a. p.) |

## Huitièmes de finale
Les résultats des huitièmes finale.
| Date           | Domicile                | Extérieur                 | Score      |
| -------------- | ----------------------- | ------------------------- | ---------- |
| 24 - 11 - 1987 | Fortuna Düsseldorf      | Eintracht Francfort       | 0 - 1      |
| 10 - 12 - 1987 | Preußen Münster         | Fortuna Cologne           | 2 - 3      |
| 13 - 02 - 1988 | 1. FC Pforzheim         | Werder Brême              | 1 - 1 a.p. |
| 13 - 02 - 1988 | Kultur SV Hessen Kassel | SV Viktoria Aschaffenburg | 0 - 1      |
| 13 - 02 - 1988 | FC Bayer 05 Uerdingen   | Borussia Dortmund         | 3 - 3 a.p. |
| 13 - 02 - 1988 | 1. FC Kaiserslautern    | Hambourg SV               | 1 - 2      |
| 14 - 02 - 1988 | Bayern Munich           | 1.FC Nuremberg            | 3 - 1      |
| 14 - 02 - 1988 | Schwarz-Weiß Essen      | VfL Bochum                | 0 - 1      |

Matchs rejoués
| Date           | Domicile          | Extérieur             | Score |
| -------------- | ----------------- | --------------------- | ----- |
| 23 - 02 - 1988 | Borussia Dortmund | FC Bayer 05 Uerdingen | 1 - 2 |
| 24 - 02 - 1988 | Werder Brême      | 1. FC Pforzheim       | 3 - 1 |

## Quarts de finale
Les résultats des quarts de finale.
| Date           | Domicile                   | Extérieur             | Score |
| -------------- | -------------------------- | --------------------- | ----- |
| 08 - 03 - 1988 | Eintracht Francfort        | FC Bayer 05 Uerdingen | 4 - 2 |
| 08 - 03 - 1988 | VfL Bochum                 | Fortuna Cologne       | 4 - 1 |
| 09 - 03 - 1988 | Hambourg SV                | Bayern Munich         | 2 - 1 |
| 09 - 03 - 1988 | SV Viktoria Aschaffenbourg | Werder Brême          | 1 - 3 |

## Demi-finales
Les résultats des demi-finales.
| Date           | Domicile     | Extérieur           | Score |
| -------------- | ------------ | ------------------- | ----- |
| 12 - 04 - 1988 | VfL Bochum   | Hambourg SV         | 2 - 0 |
| 13 - 04 - 1988 | Werder Brême | Eintracht Francfort | 0 - 1 |

## Finale
| Entraîneur :       |
| Karlheinz Feldkamp |

| Entraîneur :    |
| Hermann Gerland |

| Entraîneur :       |
| Karlheinz Feldkamp |

| Entraîneur :    |
| Hermann Gerland |